# Muscolo piccolo psoas
Il muscolo piccolo psoas (Musculus psoas minor) è un muscolo lungo e sottile, situato ventralmente rispetto al muscolo grande psoas. Con il muscolo ileopsoas è classificato come muscolo interno dell'anca. Si tratta, tuttavia, di un muscolo rudimentale, che nel 50% della popolazione può mancare.

## Origine e inserzione
Origina dai corpi dell'ultima vertebra toracica, cioè la dodicesima, della prima lombare e dal disco intervertebrale interposto. Si inserisce nell'eminenza ileopubica e alla fascia iliaca.

## Azione
- Tende la fascia iliaca.
- Flette il tronco.
- Accessorio inspiratorio
- Coadiuva la propriocettiva e l’equilibrio.

## Innervazione
Come il muscolo ileopsoas (muscolo grande psoas e muscolo iliaco) è innervato da rami del plesso lombare.